# Teenage Mutant Ninja Turtles: Mutants in Manhattan
Teenage Mutant Ninja Turtles: Mutants in Manhattan é um jogo eletrônico de ação e hack and slash baseado na franquia Tartarugas Ninja, desenvolvido pela PlatinumGames e publicado pela Activision. Ele foi lançado em 24 de maio de 2016 para PlayStation 3, PlayStation 4, Windows, Xbox 360 e Xbox One. Em 3 de janeiro de 2017, menos de oito meses após seu lançamento, ele foi retirado de todas as lojas digitais. O jogo foi o último da Nickelodeon a ser publicado pela Activision, com os direitos da franquia mais tarde sendo transferidos à Dotemu.

## Jogabilidade
Mutants in Manhattan é um jogo de ação e hack and slash com um estilo gráfico em cel shading onde jogadores controlam os protagonistas Leonardo, Donatello, Michelangelo e Raphael em uma perspectiva de terceira pessoa. Com a exceção de shurikens infinitas, cada personagem tem um estilo individual de ninjutsu. Cada tartaruga também tem quatro habilidades especiais, que são substituíveis e escolhidas através de uma longa lista. Os jogadores podem trocar entre as tartarigas a qualquer momento na campanha para um jogador. As tartarugas podem realizar ataques em sucessão para criar um combo. Os personagens também podem realizar parkour e usam paraquedas para atravessar o mundo do jogo. Várias orbes verdes podem ser encontradas no jogo; elas são conhecidas como "Battle Points" e podem ser gastas para melhorar as habilidades dos protagonistas, bem com para comprar itens de Mestre Splinter a qualquer momento. April O'Neil fornece assistência dando dicas e direções ao jogador. As tartarugas também podem checar as redondezas e marcar inimigos.
O jogo é dividido entre diferentes fases. Em cada fase, jogadores encontram inimigos aleatórios até encontrarem o chefão. Quando um protagonista é derrotado, outras tartarugas (controladas por inteligência artificial na campanha ou por outros jogadores no modo multijogador) podem revivê-lo. Se as tartarugas não forem revividas, elas serão enviadas de volta para a base subterrânea. Um minijogo então começará, onde elas devem comer pizzas o mais rapidamente possível. O jogo suporta multijogador online cooperativo com até quatro jogadores.

## Desenvolvimento
De acordo com a desenvolvedora PlatinumGames, a equipe escolheu desenvolver título licenciados porque criar novas propriedades intelectuais era difícil. Teenage Mutant Ninja Turtles: Mutants in Manhattan foi o terceiro jogo licenciado desenvolvido pela PlatinumGames para a Activision, depois de The Legend of Korra, de 2014, e Transformers: Devastation, de 2015. De acordo com a empresa, eles desenvolveram o jogo baseados em uma visão própria, ao invés de utilizar quadrinhos, filmes ou jogos anteriores. Segundo Eiro Shirahama, a equipe assistiu a série animada As Tartarugas Ninja e jogou os jogos da franquia para o Super Famicom enquanto trabalhavam no jogo para entender melhor o universo e os personagens. Tom Waltz, que havia previamente escrito histórias em quadrinho das Tartarugas Ninja para a IDW Publishing, foi o escritor-chefe do jogo. O estilo de arte do jogo foi inspirado por Mateus Santolouco, o artista da série. A existência do jogo foi vazada pela Xbox.com, pela Australian Classification Board e por um usuário do Twitter. A PlatinumGames o anunciou oficialmente em 26 de janeiro de 2016. Ele foi lançado para PlayStation 3, PlayStation 4, Windows, Xbox 360 e Xbox One em 24 de maio de 2016.

## Recepção
Teenage Mutant Ninja Turtles: Mutants in Manhattan recebeu análises "mistas ou medianas" em suas versões para Xbox One e Windows e análises "geralmente negativas" em sua versão para PlayStation 4, de acordo com o agregador de críticas Metacritic.
Ben Makedonski da Destructoid afirmou que o jogo "nem obtém sucesso onde a PlatinumGames geralmente se sobressai." Dave Rudden da IGN considerou o jogo curto, insosso e muito repetitivo, também criticando a falta de um modo multijogador cooperativo local. John Linneman da Digital Froundy criticou o jogo por não alcançar uma taxa de 60 quadros por segundo em qualquer plataforma, mesmo após um produtor da Activision afirmar que o modo cooperativo local havia sido omitido para alcançá-la. A Game Informer afirmou que "controlar as tartarugas é divertido, mas a estrutura dos níveis, missões e chefões deixa muito a desejar." A Hardcore Gamer considerou que a "única forma de recomendar Mutants in Manhattan é se você for um fã muito grande das Tartarugas Ninja e tem acesso a multijogador online e, mesmo assim, o design tedioso de níveis e missões fica irritante depois de algum tempo. No fim, infelizmente, nem um clássico Rap Ninja poderia salvar essa bagunça." A GameSpot afirmou que "sem dúvida, Mutants in Manhattan é uma decepção, uma multiplicada muitas vezes não só pelo seu nome consagrado, mas pelo fato de que os ingredientes para um bom jogo estão presentes."